# 里科港
里科港是巴西巴拉那州的一个市镇。总面积217.677平方公里，总人口2526人，人口密度11.6人/平方公里。